# Ploče
Ploče (italsky Porto Tolero, v letech 1950–1954 a 1980–1990 Kardeljevo; lokálně Ploča) je přístav s 6 537 obyvateli v Chorvatsku, v Dubrovnicko-neretvanské župě, v blízkosti delty řeky Neretvy.

## Název
Současný název města je historický. Název Kardeljevo neslo město na počet jugoslávského komunistického politika Edvarda Kardelje.

## Sídla
Pod općinu Ploče kromě vlastního města spadají sídla Baćina, Banja, Crpala-Spilice-Gnječi, Komin, Peračko Blato, Plina Jezero, Rogotin, Stablina, Staševica, Šarić Struga.

## Historie
Oblast dnešního města Ploče byla ovládnuta v 19. století napoleonskými vojsky a byla přičleněna k tzv. Ilyrským provinciím. Po Vídeňském kongresu v roce 1815 byla oblast předána Rakousku. Její součástí zůstala až do první světové války. 
Původně malá osada získala značný význam kvůli výstavbě moderního přístavu. Pro Království Srbů, Chorvatů a Slovinců bylo spojení pobřeží Jaderského moře s vnitrozemím strategickou prioritou, a proto byla vybrána různá místa pro výstavbu vhodných přístavů. Již v roce 1923 proběhl u Ploče, v deltě řeky Neretvy, první průzkum terénu. Špatná hospodářská situace jugoslávského království, dlouhé politické debaty a vysoká cena za výstavbu přístavu nakonec jeho realizaci oddálily až do roku 1939, dva roky před vypuknutím druhé světové války na Balkáně. 

## Hospodářství
Ekonomika města stojí na velkém přístavu, který svojí rozlohou překonává rozlohu intravilánu města. Přístav je v Chorvatsku z hlediska obratu zboží druhý nejvytíženější (v roce 2010 zde bylo přeloženo 4,5 milionů tun zboží). Nákladní doprava na sebe váže celou řadu dalších odvětví, jako je např. spedice, velkosklady, doprava, logistika apod. Jako jedno z mála měst na chorvatském pobřeží Jaderského moře nemá pro Ploče turistika větší význam. V blízkosti města se nachází řeka Neretva a Baćinská jezera, které oboje nicméně vytváří vhodné podmínky pro případný rozvoj turistiky. Ústí řeky Neretvy do moře je rovněž vhodným místem pro zemědělství a mělké moře nabízí vhodné podmínky pro rybolov.  Na počátku 21. století se uskutečnila jednání, která měla za cíl vytvořit z přístavu volnou ekonomickou zónu Chorvatska a Bosny a Hercegoviny. 

## Doprava
V 21. století bylo město napojeno na nedalekou dálnici A1, která je součástí evropské silnice E65. Do přístavu vede také železniční trať, která pokračuje dále na území Bosny a Hercegoviny. V provozu je také pravidelná lodní linka (trajekt) Ploče - Trpanj. 

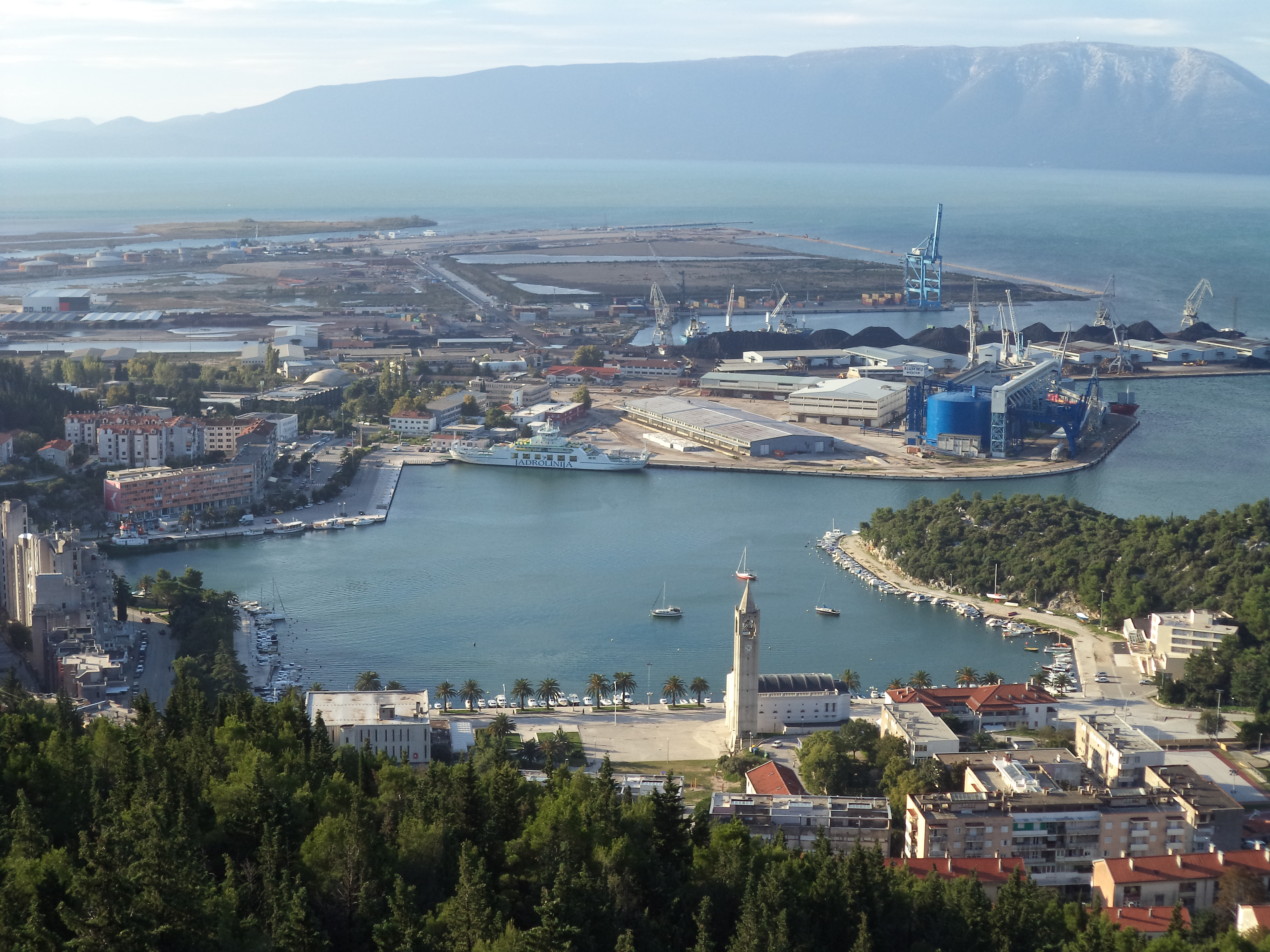
Přístav v Ploče
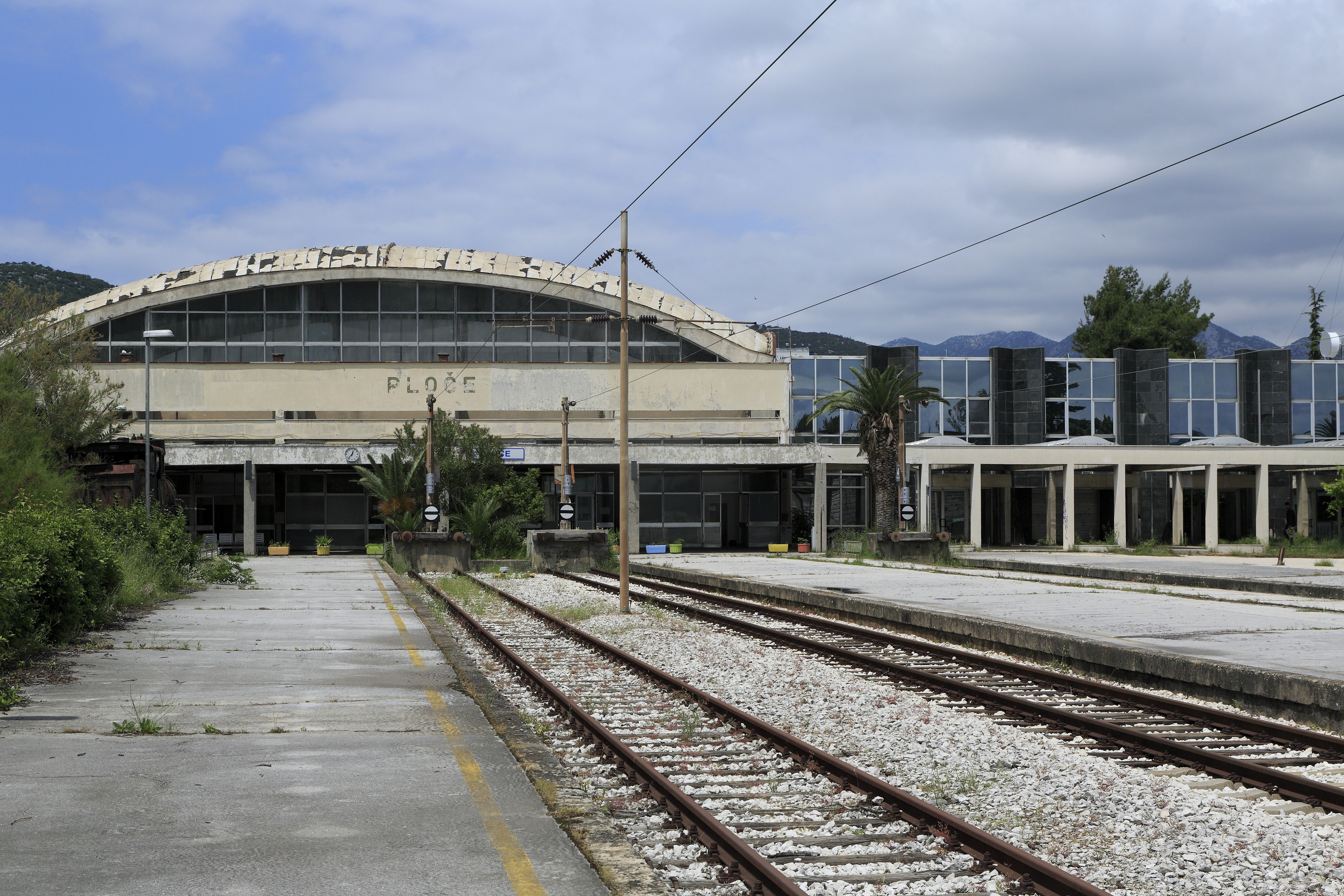
Vlakové nádraží

## Známí rodáci
Původem z Ploče jsou následující osoby:
- Rafael Dropulić, zpěvák
- Rajko Ostojić, chorvatský ministr zdravotnictví
- Zlatko Giljević, lékař
- Mišo Krstičević, fotbalista a fotbalový trenér
- Ivo Smoljan, spisovatel a zpěvák
- Hrvoje Vejić, chorvatský fotbalista
- Toni Katić, basketbalista
- Miroslav Barbir Mimo, hudebník
- Neda Parmać, zpěvačka
- Ivana Jelčić, házenkářka
- Marta Žderić, házenkářka
- Matija Prskalo, herečka
- Niko Pavlović, herec
- Slobodan Bobo Grujičić, bubeník
- Ivan Mišetić, ekonom a dlouholetý ředitel společnosti Croatia Airlines.